# 我知道你去年夏天干了什么
《我知道你去年夏天干了什么》（英語：I Know What You Did Last Summer），是1997年吉姆·基雷斯执导的美国砍杀电影，取材于钩子人的都市傳說，根据露易絲·鄧肯1973年同名小说改编而来。

## 剧情
故事始于1996年7月4日的北卡罗来纳州绍斯波特。朱莉·詹姆斯和她的朋友雷·布朗森、海伦·希弗斯和巴里·考克斯参加完派对后，开车去海滩玩，路上不小心撞到了一个人。适逢朱莉的朋友马克斯·纽里克开车经过，朱莉向马克斯撒谎说什么事都没发生，马克斯便离开了。四人为了如何处置尸体一事而发生争执，最终决定抛尸海中，且发誓不再讨论此事。此后，四人分道扬镳。
次年，朱莉离开波士顿的大学，回到家中过暑假。朱莉收到一封匿名信，上面写着“我知道你去年夏天干了什么！”朱莉深感不安，找到在百货公司上班的海伦。两人把字条给巴里看，巴里立刻怀疑起马克斯来，因为当晚他是唯一一个在案发现场的外人。众人在码头上见面，巴里用一个钩子恐吓马克斯，但马克斯表示并不知情，不是他干的。后来，马克斯被一个穿雨衣的人用同样的钩子杀死。巴里在健身房发现储物柜里的夹克衫不见了，还有一张纸条，写着“我知道。”随后凶手开着巴里的车把他撞伤。
与此同时，朱莉经过一番调查了解到他们去年撞死的人名叫戴维·伊根。海伦和朱莉于是前去拜访戴维的姊妹米西。米西告诉她们说戴维的一位名叫比利·布鲁的朋友也来找过她。当晚，凶手潜入海伦家，在她睡着时剪掉了她头发，并在她的化妆镜上用口红写上“不久”两字。第二天早上，朱莉在她的汽车后备箱里发现马克斯的尸体，穿着巴里被偷的那件夹克。她跑去喊朋友来看，但尸体却消失了。此时，雷声称也收到了一封恐吓信。朱莉回去拜访米西，米西说戴维因一起车祸导致女友苏茜死亡而自杀，并给她看戴维的遗书。由于字迹与她收到的恐吓信一模一样，朱莉便意识到这并不是遗书，而是一封恐吓信。
选美比赛上，海伦亲眼看见巴里在阳台上被谋杀，便和一名警察一起冲上楼，却并没有发现凶手或巴里。一名警察护送海伦回家，但被凶手引诱到巷子里杀害。海伦逃到附近商店，姊妹埃尔莎正在那里过夜。凶手进入商店杀死埃尔莎。海伦跑到三楼跳窗逃走，但被凶手追上并杀害。
朱莉又找到了一篇文章，提到苏茜的父亲本·威利斯，才知道原来那天夜晚本杀了戴维为女儿复仇，之后被他们开车撞了。朱莉赶去码头把这一发现告诉雷，但雷并不相信。朱莉发现雷的船上刻有“比利·布鲁”字样，便转身逃跑。随后本将雷打昏，让朱莉躲在本的船上。朱莉在船内发现了许多关于她和朋友们的照片和文章，以及苏茜的照片。本开船离开码头，随后追杀朱莉。朱莉逃跑时在船里发现了海伦和巴里的尸体。雷恢复意识后驾驶了一艘摩托艇赶来救朱莉，最终把本抛入海中。
一年后，朱莉回到波士顿上大学，洗澡时，发现镜子上写着“我仍然知道”。

## 演员
- 珍妮佛·樂芙·休伊 饰 朱莉·詹姆斯
- 莎拉·蜜雪兒·吉蘭 饰 海伦·希弗斯
- 瑞恩·菲利普 饰 巴里·考克斯
- 小弗雷迪·普林斯 饰 雷·布朗森
- 布莉姬·威爾森（英语：Bridgette Wilson） 饰 埃尔莎·希弗斯
- 安·海契 饰 米西·伊根
- 繆斯·沃森（英语：Muse Watson） 饰 本·威利斯/渔夫
- 约翰尼·盖尔克奇 饰 马克斯·纽里克
- 斯圖爾特·格利爾（英语：Stuart Greer） 饰 卡波里佐警官

## 奖项
| 年份 | 奖项           | 类别                       | 被提名人                     | 结果 |
| ---- | -------------- | -------------------------- | ---------------------------- | ---- |
| 1997 | ASCAP奖        | 最高票房影片               | 約翰·戴柏尼                  | 獲獎 |
| 1998 | 土星獎         | 最佳恐怖片                 | 《我知道你去年夏天干了什么》 | 提名 |
| 1998 | 百事达巨星奖   | 最受欢迎女性新人           | 珍妮佛·樂芙·休伊             | 獲獎 |
| 1998 | 百事达巨星奖   | 最受欢迎女演员             | 珍妮佛·樂芙·休伊             | 獲獎 |
| 1998 | 百事达巨星奖   | 最受欢迎女配角——恐怖类     | 莎拉·蜜雪兒·吉蘭             | 獲獎 |
| 1998 | 百事达巨星奖   | 最受欢迎男演员——恐怖类     | 小弗雷迪·普林斯              | 提名 |
| 1998 | 百事达巨星奖   | 最受欢迎女演员——恐怖类     | 珍妮佛·樂芙·休伊             | 提名 |
| 1998 | 百事达巨星奖   | 最受欢迎男配角             | 瑞恩·菲利普                  | 提名 |
| 1998 | 国际恐怖协会奖 | 最佳影片                   | 《我知道你去年夏天干了什么》 | 提名 |
| 1998 | MTV影視大獎    | 最佳突破演出               | 莎拉·蜜雪兒·吉蘭             | 提名 |
| 1998 | 青年艺术家奖   | 故事片最佳表演——青年女主演 | 珍妮佛·樂芙·休伊             | 提名 |